# El Pital
El Pital es un municipio colombiano ubicado al sur occidente del departamento de Huila, sobre la planicie del valle superior del río Magdalena en las estribaciones de la cordillera Occidental. Su cabecera municipal está localizada sobre el piedemonte oriental de la serranía de las Minas. Su extensión territorial es de 210 km², su altura es de 921 m s. n. m. y su temperatura promedio es de 20 °C.
Cuenta con una población de 16248 habitantes de acuerdo con proyección del DANE para año 2019. Hace parte de la Región Subcentro del departamento. El sector agrícola es la principal actividad económica del municipio, especialmente la producción de frutas para el mercado nacional. Es conocida como «"Cuna de Patriotas por Excelencia"».

## División Político-Administrativa
Además de su Cabecera municipal. El Pital tiene bajo su jurisdicción los siguientes Centros poblados:
- El Socorro
- Las Minas
- El Carmelo

## Reseña histórica
Fecha de fundación: 
12 de noviembre de 1664
Nombre de la fundadora Bárbara del Campo y Salazar
El municipio de El Pital es de origen indígena, de la nación Páez; y sólo se encuentran datos desde 1664, donde figuran los dominios del cacique Pitaló o Pitayó.  Las principales tribus de esta región fueron los Gorrones, Pajoyes y Achipies. 
El nombre de El Pital obedece al recuerdo del indio Pitayó o Pitaló, que en épocas pretéritas fue cacique distinguido de esa zona, pero al llegar los españoles y adueñarse de las tierras, mediante la Ley de la Suprema Corona, 1564, se produjo un mestizaje de lenguas que terminó modificando los nombres de los sitios, ríos, pueblos y caciques; los españoles tomaban la voz sonora que a ellos más les convenía; de Pitayó y se quedaron solamente con El Pital. Aunque existen otras hipótesis, no se consideran de valor histórico suficiente para destruir la anterior información.
En 1664 son fundadas las capellanías de Lagunilla, hoy vereda Hato Viejo; la zarza y Herrera del Campo.
Como primer sacerdote figura Juan Celedonio López y Avilés. En 1709 Don Juan Palomino y Salazar, español vecino de Timaná, adquiere la hacienda del Cacique Pital o Pitayó, como pago por ser encomendero monistral, los predios que abarcan hoy el sitio de El Pital.
En 1711 la viuda Bárbara del Campo y Salazar llama a unos indígenas paéces de Tierradentro y les dona un lote de terreno ubicado en el norte de la quebrada de El Pital. En 1718 Doña Bárbara logra que el caserío adquiera categoría de parroquia de Santa Rosa de Lima de El Pital.
En 1720 un indígena paéz encontró una vitela de la Virgen del Amparo. 
En 1727 el caserío figura como pueblo de Santa Rosa de Lima de El Pital. 
En 1738 los aborígenes de El Pital son multados por no asistir a una fiesta de Corpus Cristi en Timaná y no haber llevado sus ofrendas y tributos. Pero la real audiencia, absuelve a los aborígenes y los releva de llevar ofrendas y tributos a Timaná.
En 1780 El Pital es erigido distrito municipal y su primer alcalde fue el señor Manuel Trujillo.
En 1807 el pueblo de El Pital resuelve erigir su propio gobierno y como primer gobernador nombra a don Bartolomé Morera y como alcalde a Pablo Gorrón. Durante la Guerra Magna, El Pital aportó su contingente de luces, vidas y haciendas. 
Tuvieron aquí su fuente bautismal, el capitán Antonio Casanova, quien prestó sus servicios desde 1813 hasta 1831; don Gregorio Gómez Iriarte, que dispuso de sus cuantiosos intereses en servicios de la patria, y don Joaquín Gómez Iriarte, diputado a la Convención de Ocaña en 1828.  Fue también cristianado en el Pital el doctor José María Rojas Garrido, orador, poeta y jurisconsulto; en distintas ocasiones ocupó puesto en las Cámaras Legislativa; fue ministro plenipotenciario del Gobierno de Colombia ante Venezuela; Secretario de Estado y presidente de la República. 
En 1863 La Junta Constitucional de Colombia dicta la Ley denominada “manos muertas”, para expropiar los bienes de las parroquias y el Pital pierde una considerable suma. 
En 1901 Don Juan Antonio Lamilla Cuenca informa cómo fue el hallazgo del tesoro en Altar Mayor del templo central en ese año, dice que allí se encontró un esquillón lleno de monedas de plata y morrocotas de oro, cuartillos, medios payanejos, reales de cruz, pesitas de cuatro reales, escudos de oro y una medalla del Libertador Simón Bolívar en oro macizo de forma ovalada y al inverso la siguiente leyenda “el Perú agradecido al Libertador”.
En 1939 La Asamblea del Huila ordena el servicio de alumbrado eléctrico para El Pital. En 1972 es inaugurada la agencia de la Caja Agraria, su primer director fue don Luis Eduardo Pasos.
En 1988 es elegido mediante voto popular el señor Gilberto Luis Castillo Andrade como primer alcalde bajo esa modalidad, y le han sucedido:
1988-1990, Gilberto Luis Castillo Andrade
1990-1992, José Eustacio Rivera Cuellar
1992-1994, Héctor Falla Puentes
1995-1997, Juan Marino Castillo Andrade
1998-2000, Arnulfo Trujillo Díaz
2001-2003, Hugo Ferney Casanova Nipí
2004-2007, Dagoberto Tovar Narváez
2008-2011, Hugo Ferney Casanova Nipi
2012-2015, Omar Gaitán Pascuas
2016-2019. Emilio Leiva Leal
2020-2023 Hugo Ferney Casanova Nipi
2024-2027 Carlos Alberto Rodríguez Montealegre

## Geografía

### Descripción física
El municipio se encuentra ubicado en la parte sur occidental del departamento, Su principal afluente es la quebrada La Yaguilga ya que es la abastecedora del acueductos Municipales de El Pital y El Agrado, encontramos otras quebradas de acueductos veredales tales como: La Cimarrona, El Burro, El Vejucal, El Obispo, La Minas, entre otras.
Su posición geográfica corresponde a 2°59′14″N 75°49′33″O / 2.98722, -75.82583. 
El Municipio está ubicado dentro de la zona de influencia del Macizo Colombiano y de la Zona amortiguadora del parque nacional natural Puracé.

### Límites del municipio
El Municipio se encuentra delimitado según ordenanza n.º 34 de 1915.
Al norte con los municipio de La Plata y Paicol, al occidente con el municipio de la Plata, al oriente con el municipio de El Agrado, al sur con el municipio de Tarqui y al sur occidente con la Argentina.
- Extensión total: 20,291 km²
- Extensión área urbana: 0,84 km²
- Extensión área rural: 19,451 km²
- Distancia de referencia: 138 kilómetros
- Identificación NIT: 891.180.199-0
- Código Dane: 41548
- Otros nombres que ha recibido el municipio: Parroquia Santa Rosa de Lima

### Ubicación espacial
El Pital se encuentra ubicado en la parte sur occidental del Departamento sobre el ramal de la cordillera Occidental hasta la fosa del río Magdalena. 
Límites
- Limita al norte con los municipios de Paicol y La Plata,
- Al occidente con el municipio de La Plata,
- Al oriente con el municipio de Agrado,
- Al sur con Tarqui, y
- Al suroccidente con La Argentina.

Posee una extensión de 20 291 kilómetros cuadrados, equivalentes a 20.291 hectáreas, es decir el 0.99% de la superficie total del departamento.
Su posición geográfica corresponde a 2° 16’ 14” de latitud norte y 75° 49’ 33” de longitud oeste.
Dista de Neiva 138 km.
Posee una temperatura promedio de 23 °C.  Se encuentra ubicado a una altitud de 921 metros

## Símbolos

### Escudo

Escudo del municipio de El Pital

- Forma: Figura geométrica de 8 lados con un diámetro de 100 centímetros.
- Contenido: Figura dividida en tres partes; una superior con dos símbolos y dos inferiores bordeadas con rama de laurel.
- Significado: Rama de Laurel. Significa sabiduría, poder y conocimiento de los pitaleños.

Parte superior 1: Lectura HIDALGUÍA Y CIVISMO, que significa la generosidad, la nobleza de ánimo, caballerosidad, patriotismo y demás virtudes de nuestra gente.
Parte superior 2: Un águila con sus alas extendidas y en sus garras una serpiente coral que significa el poder del bien sobre el mal, soberanía, autoridad, la libertad y grandeza característica de los hijos del Pital.
Parte inferior derecha: Cono de oro, que significa la abundancia de diferentes frutos propios de esta tierra, se incluye una espiga de trigo como símbolo de la riqueza que representó este producto a nuestros antepasados.
Parte inferior izquierda: Un indio en medio de una planta de Pita, que representa valentía, gallardía y coraje de la raza Pitaleña descendiente de la tribu Pitalo o Pitayó oriundo de esta zona rica en cultivo de planta de Pita de nuestro nombre.

### Bandera
Compuesta por tres colores: Amarillo, Azul cielo, Verde Selva.
- Franja superior: Color Amarillo Oro,
- Franja intermedia: Color Azul Cielo, dimensión 0.20 centímetros de ancho por 130 centímetros de largo significa que no es de color oro:
- Franja inferior: Color Verde Selva, dimensión 0.35 centímetros de ancho por 130 de largo, significa nuestros bosques, montañas, llanura que enmarca nuestra región.

### Himno
Autor: José Ignacio Forero Gasca
| Audio: Descargar Himno Coro Gloria a ti patria chica de mis abuelos A ti me entrego. Oh tierra querida Para ti el mayor de mis anhelos, Dejar en ti el valor de mi vida. Estrofas Oh Pital que acoges al hombre Labrador, guerrero y valiente Tus entrañas me llenas de gozos verdeas tus campos candentes, Hoy tus hijos te brindan la gloria En la lucha de una epopeya, Que obtuvieron cantando victoira Dando lumbre cual fúlgida estrella. |  | Hoy tus ojos demuestran la raza que descienden de un Pitayo Casanova y Súarez en gran lucha La victoria feliz consiguió. En tus bienes circulan colinas que atalayan al intruso invasor, Y tus fuentes murmullan arrullos. Que sus causes deslizan veloz. La Yaguilga cual hilo de plata En su seno te deja un adiós, Que grabó en sus aguas cantantes El valor de una tribu feroz Doña Bárbara Herrera de Campo Tu terruño donó con amor Eres linda mi tierra preciosa Yo te quiero con el corazón. |  | En noviembre feliz cumpleaños celebramos con fe y gratitud Santa Rosa patrona de antaño te conserve en la plenitud En Colombia rincón primoroso En la historia tu nombre en la faz porque eres lo más candoroso porque eres EDEN DE PAZ |  |  |

## Ecología
El Municipio posee variedad de flora y fauna, aunque por los problemas de tala de bosque y caza ilícita han ocasionado que esta disminuya.
Se cuenta con reservas forestales donde se han localizado nacimientos de quebradas, a la vez se posee una reserva forestal muy cerca del pueblo como lo es "La Montaña del Municipio" ubicada en la parte norte de la cabecera municipal.
Dentro de las especie de flora aunque es variable dependiendo del clima encontramos:
- Árboles maderables: El cedro, nogal, cachingo, igua, roble, pino, entre otros
- Árboles frutales: guamo, naranjo, mandarino, tomate de árbol,
- Fauna, encontramos las siguientes aves: guacharaca, loros comunes.